# Claude Roger-Marx
Pour les articles homonymes, voir Marx.
Claude Roger-Marx est un écrivain, critique et historien d’art français, né le 12 novembre 1888 dans le 9e arrondissement de Paris, et mort dans le 16e arrondissement de Paris le 17 mai 1977.

## Biographie
Claude Roger-Marx est le fils de l'écrivain et critique d'art Roger Marx.
En 1906, titulaire du baccalauréat, Claude Roger-Marx s'inscrit à la faculté de droit et de lettres. L'année précédente, à dix-sept ans, il a publié ses premiers poèmes. Avant de se consacrer au théâtre, il fait encore paraître deux nouvelles. En 1912, il épouse Florestine Caroline Nathan, dite Mayotte, avec laquelle il a deux enfants, Paulette et Denis.
Sa carrière d'écrivain et de critique ne commence vraiment qu'après la Première Guerre mondiale. Entre les deux guerres, il publie deux recueils de poèmes , deux romans et de nombreuses nouvelles, et il se fait connaître par ses comédies, créées au théâtre des Arts, au Vieux-Colombier, au studio des Champs-Élysées, à la Comédie-Française, et dont plusieurs font l'objet d'adaptations anglaises ou radiophoniques. En 1927, il est fait chevalier de la Légion d’honneur et, en 1937, il est nommé inspecteur principal de l’enseignement artistique.
Roger-Marx, en tant que Juif, se réfugie d’abord à Marseille en 1941, puis dans l’Isère en 1943. Son fils Denis Roger-Marx, le  8 mars 1922, est arrêté comme membre de la Résistance, le 20 février 1944 à Grenoble, et exécuté par la Gestapo.
Après la Seconde Guerre mondiale, Claude se voue entièrement à la critique et à l'histoire de l'art. Daumier, Dunoyer de Segonzac, Redon, Bonnard, Delacroix, Jongkind, Toulouse-Lautrec, Sisley, sont parmi les plus importants des nombreux artistes auxquels il consacre sa plume, celle de « l’un des fédérateurs de ce que nous pourrions appeler le pôle conservateur de la critique d’art ». Il devient chroniqueur attitré du Figaro, et plus spécialement du Figaro littéraire, ainsi que de la Revue de Paris. En 1956, il est fait commandeur de la Légion d’honneur.
Collectionneur et mécène généreux, ayant fait au musée du Louvre, en 1974, une très importante donation que sa fille complétera en 1978, Claude Roger-Marx meurt à Paris, le 17 mai 1977. Il repose au cimetière du Petit Sablon à La Tronche.

## Œuvres

### Poésie
- 1920 : Adieu à l’adolescence.
- 1926 : Vits imaginaires.

### Roman
- 1921 : Les Deux Amis, roman, Albin Michel.
- 1922 : La Tragédie légère, roman, Albin Michel.

### Théâtre
- 1930 : Simili, comédie en trois actes, Stock.
- 1934 : Dimanche, comédie en un acte, Andrieu frères.
- 1936 : La Pensionnaire, comédie en trois actes, Lejeune.
- 1936 : 80 printemps, ou les Ardeurs de l’hiver, comédie en un acte, Lejeune.
- 1937 : Nino, comédie en un acte, Les Annales.
- 1938 : Marie ou la Manière douce, comédie en trois actes, Denoël.

### Critique et histoire de l'art
- 1925 : Dunoyer de Segonzac, Georges Crès et Cie.
- 1927 : Boudin, Georges Crès et Cie.
- 1931 : Seurat, Georges Crès et Cie.
- 1933 : Renoir, Floury.
- 1936 : Les Tentations de saint Antoine, La Renaissance.
- 1939 : La Gravure originale en France, de Manet à nos jours, Hyperion.
- 1939 : Balgley ou le Bresdin hébraïque[13].
- 1947 : Avant la destruction d’un monde, Éditions d’histoire et d’art.
- 1949 : Constantin Guys : 1802-1892, Braun et Cie.
- 1950 : Raoul Dufy, Fernand Hazan.
- 1950 : Bonnard, Fernand Hazan.
- 1950 : Eva Gonzalès, Éditions de Neuilly.
- 1952 : Roland Oudot, Genève, Pierre Cailler
- 1952 : Les Lithographies de Toulouse-Lautrec, Fernand Hazan.
- 1953 : Maurice Utrillo, Flammarion.
- 1954 : Maîtres du XIXe siècle et du XXe, Genève, Pierre Cailler, coll. « Les Problèmes de l'art ».
- 1956 : Les Impressionnistes, Hachette.
- 1960 : Rembrandt, Paris, éditions Pierre Tisné.
- 1961 : Daumier : Peintures, Fernand Hazan.
- 1965 : Lucile Passavant, sculpteur, Londres, éditions Madden Galleries.
- 1966 : Sisley, Hachette.
- 1970 : L’Univers de Delacroix, Henri Scrépel.
- 1972 : L’Univers de Daumier, album de fac-similés, Henri Scrépel, collection « Les Carnets de dessins », no 10, exclusivité Weber.
- 1979 : Raymonde Heudebert - Peintures, dessins, coécrit avec Jean Cassou et Émile Henriot, Paris, éditions de la galerie du Cercle.

## Récompenses et distinctions
- Prix Thorlet, de l'Académie des sciences morales et politiques, 1952.
- Prix Hélène-Vacaresco, 1957.
- Prix du jury des Peintres témoins de leur temps, 1962.

- Commandeur de la Légion d’honneur, 1956.
- Commandeur de l’ordre de Léopold, 1960.

- Commandeur de l’ordre des Arts et des Lettres, 1976.

## Sociétés et associations
- Association internationale des critiques d'art.
- Société des auteurs et compositeurs dramatiques.
- Syndicat de la presse artistique française.
- Comité national de la gravure française

## Documentation
Ses archives sont déposées à l'Institut national d'histoire de l'art.